# Fergus Kavanagh
Fergus Kavanagh (21 de maio de 1985) é um jogador de hóquei sobre a grama australiano que já atuou pela seleção de seu país.

## Carreira

### Olimpíadas de 2008
Nos Jogos de Pequim de 2008, Fergus e seus companheiros conseguiram classificar a seleção australiana para as semifinais após terminar a fase de grupos do torneio na segunda colocação. Mas a Austrália não avançou para a disputa do ouro, pois foi derrotada por 3 a 2 para a Espanha. Na disputa do terceiro lugar, a equipe de Fergus goleou os Países Baixos por 6 a 2, conquistando assim a medalha de bronze.

### Olimpíadas de 2012
Fergus Kavanagh conquistou mais uma medalha de bronze nas Olimpíadas de Londres de 2012. A Austrália terminou a fase inicial do torneio olímpico em primeiro lugar, mas não conseguiu avançar até a decisão do ouro, pois perdeu de 4 a 2 nas semifinais para a seleção alemã, que viria a ser campeã. Na disputa do 3º lugar, Fergus ajudou sua equipe na vitória de 3 a 1 sobre a Grã Bretanha, ficando assim com o bronze, o segundo de sua carreira.